# Hua pi
Hua pi é um filme de drama de 2008 dirigido e escrito por Gordon Chan. Foi selecionado como representante de Hong Kong à edição do Oscar 2009, organizada pela Academia de Artes e Ciências Cinematográficas.

## Elenco
- Donnie Yen - Pang Yong (龐勇)
- Zhou Xun - Xiaowei (小唯)
- Chen Kun - Wang Sheng (王生)
- Zhao Wei - Peirong (佩蓉)
- Betty Sun - Xia Bing (夏冰)
- Qi Yuwu - Xiaoyi (小易)